# Euophrys omnisupertes
Euophrys omnisupertes är en spindelart som beskrevs av Fred R. Wanless 1975. Euophrys omnisupertes ingår i släktet Euophrys och familjen hoppspindlar. Inga underarter finns listade i Catalogue of Life.